# Skálafjørður

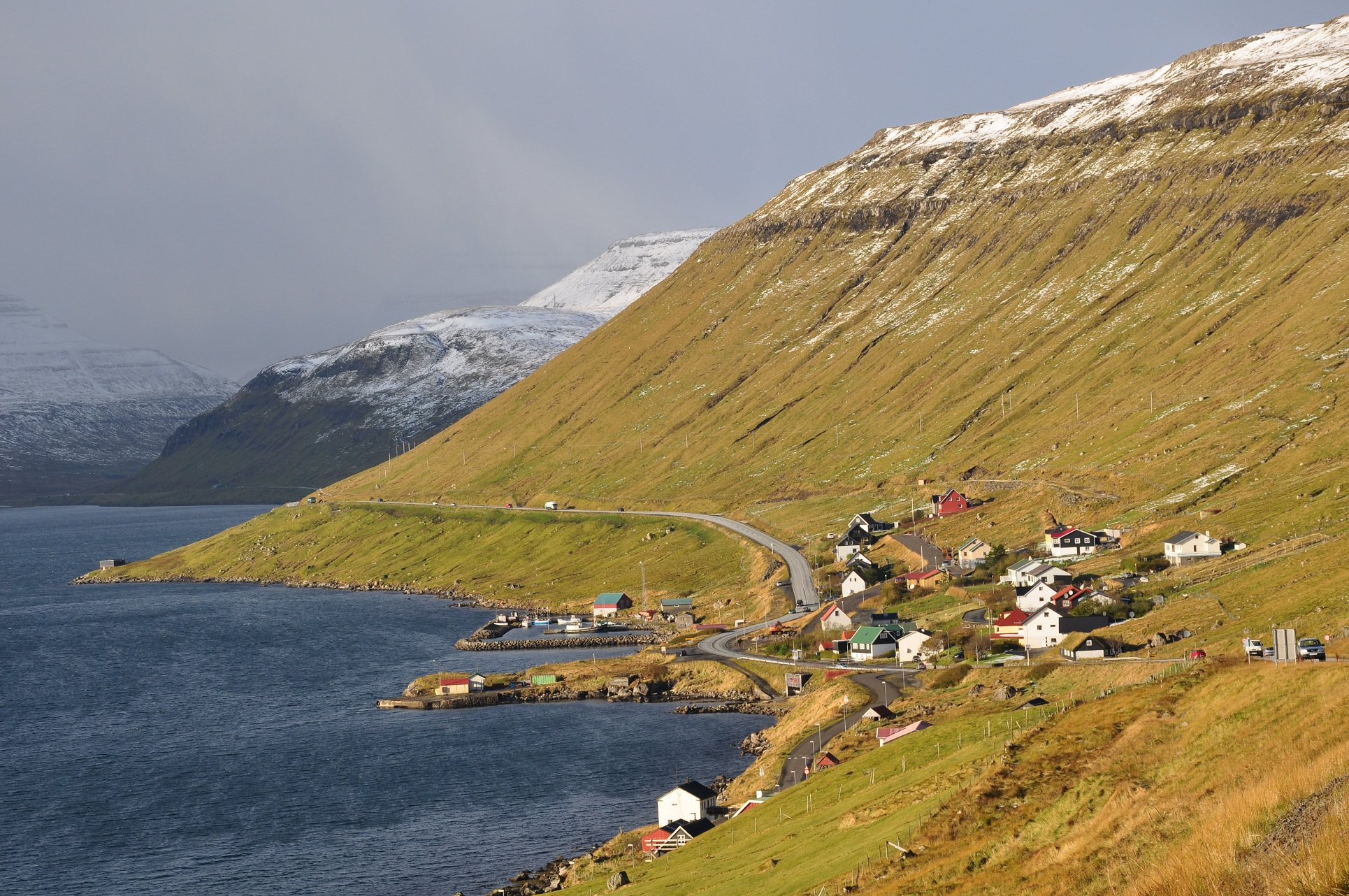
Lo Skálafjørður con il villaggio di Skipanes

Skálafjørður (in danese Skålefjord) è un fiordo dell'Eysturoy e il più lungo delle Isole Faroe.

## Nome
Skála è una città situata sulla sponda occidentale del fiordo. Il suo nome (Skáli, caso genitivo skála) significa "sala", "sala delle assemblee" o "capanna isolata" in faroese. La parte meridionale del fiordo, vicino a Runavík, è storicamente nota anche come Kongshavn (porto dei re) in danese, in riferimento all'eccellente rifugio nel porto naturale.

## Geografia
Lo Skálafjørður è il fiordo più lungo delle Isole Faroe. Misura 14,5 km dal villaggio di Skálafjørður dove si fonde con il Tangafjørður, tra Raktangi (vicino a Strendur) e Toftir. I punti più profondi sono in due zone diverse a circa 70 metri di profondità vicino ai villaggi di Runavík e Søldarfjørður rispettivamente. L'ingresso del fiordo ha una soglia glaciale poco profonda, di 25 metri tra Strendur e Saltnes. Qui il fiordo è più stretto, 650 metri circa, esclusi i frangiflutti, mentre il fiordo nel suo complesso ha una larghezza abbastanza costante di 1,0 - 1,3 km. La soglia limita la circolazione dell'acqua dentro e fuori il fiordo, aumentando l'afflusso di ossigeno e l'attività biologica. Grazie a questa soglia, il fiordo forma un'ottima rada e fu utilizzato come rifugio sottomarino per le forze alleate durante la seconda guerra mondiale.

## Trasporto
Ci sono autostrade nazionali su entrambi i lati del fiordo. Il Tunnel dell'Eysturoy offre un collegamento stradale tra Runavík, Strendur e Tórshavn, riducendo le distanze stradali tra le città di Eysturoy e Tórshavn da 55 a 17 km. Il tunnel ha tre ingressi, con una rotatoria sottomarina situata a una profondità di 72,6 metri sotto il livello del mare. Per il trasporto locale tra Runavík e Strendur, il nuovo tunnel si traduce in una distanza stradale di 5,2 km. rispetto ai 26,0 sul vecchio percorso via Skálabotnur. Il tunnel è stato aperto nel dicembre 2020. In concomitanza con i nuovi impulsi del traffico, Runavík farà costruire una tangenziale (Fjøruvegin, strada costiera) dal tunnel dell'Eysturoy a Glyvrar, sulla costa.
Fino al 2003 un traghetto passeggeri operava 2-3 volte al giorno tra Tórshavn, Toftir e Strendur.

## Villaggi
Sulla sponda orientale si trovano i villaggi, da nord a sud: Undir Gøtueiði, Skipanes, Søldarfjørður, Lambareiði, Glyvrar, Saltangará, Runavík, Saltnes e Toftir. Gli ultimi cinque villaggi e Nes formano un abitato continuo. Sulla riva occidentale sono Skálafjørður (villaggio), Skála, Innan Glyvur e Strendur. Il fiordo è delimitato da tre comuni: Runavíkar (a cui appartiene anche Skála), Eysturkommuna e Sjóvar. La sede dello stabilimento di lavorazione del pesce Bakkafrost si trova a Glyrvar.
Il villaggio di Skálafjørður era noto anche come Skálabotnur fino al 2019. La sua spiaggia è stata l'unica baia locale ufficialmente riconosciuta per la caccia alle balene, dal 2017.